# Bolax variolosa
Bolax variolosa är en skalbaggsart som beskrevs av Ohaus 1917. Bolax variolosa ingår i släktet Bolax och familjen Rutelidae. Inga underarter finns listade.